# Saint-Eulien
Saint-Eulien ist eine französische Gemeinde mit 419 Einwohnern (Stand: 1. Januar 2022) im Département Marne in der Region Grand Est. Sie gehört zum Arrondissement Vitry-le-François und ist Mitglied im Gemeindeverband Communauté d’agglomération du Grand Saint-Dizier, Der et Vallées.

## Geografie
Die Gemeinde Saint-Eulien liegt sieben Kilometer nordwestlich der Stadt Saint-Dizier an der Grenze zum Département Haute-Marne. Nachbargemeinden sind: Trois-Fontaines-l’Abbaye, Villiers-en-Lieu, Hallignicourt, Perthes und Vouillers.

## Bevölkerungsentwicklung
| Jahr                       | 1962 | 1968 | 1975 | 1982 | 1990 | 1999 | 2006 | 2013 | 2018 |
| -------------------------- | ---- | ---- | ---- | ---- | ---- | ---- | ---- | ---- | ---- |
| Einwohner                  | 232  | 244  | 232  | 286  | 335  | 324  | 398  | 467  | 4628 |
| Quellen: Cassini und INSEE |      |      |      |      |      |      |      |      |      |

## Sehenswürdigkeiten

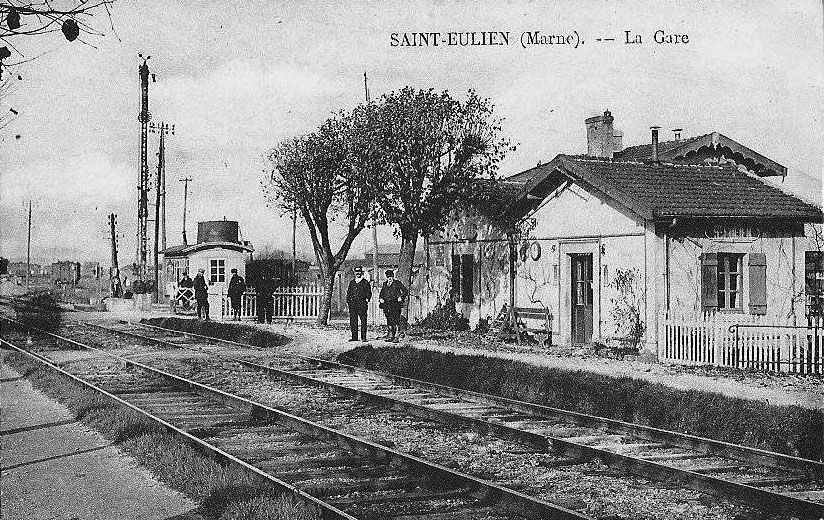
Ehemaliger Bahnhof Saint-Eulien auf einer alten Postkarte

- Kirche Saint-Jean-Baptiste